# Jan Mayen
Jan Mayen es una pequeña isla volcánica de 377 km²de superficie, situada a medio camino entre el océano Ártico y el Atlántico norte, parcialmente cubierta por glaciares y dividida en dos partes por un estrecho istmo. Se encuentra en el mar de Noruega y marca su límite con el mar de Groenlandia; al norte de Islandia entre Groenlandia y Noruega. Tiene una zona económica exclusiva que se extiende hasta 200 millas náuticas y alcanza un total de 29.349 km².
Jan Mayen, administrativamente, es parte íntegra del Reino de Noruega. Al igual que Svalbard, no está asignada a ningún condado en particular. Desde 1995 ha sido administrada por el gobernador de la provincia de Nordland. No obstante, parte de la autoridad ha sido delegada a un comandante de estación del Servicio Noruego de Comunicación de Defensa.
Esta isla no posee recursos naturales explotables. Su actividad económica se limita a proveer servicios a los empleados de las estaciones de radio y meteorológicas noruegas ubicadas en la isla. Tiene una pista aérea sin pavimentar de aproximadamente 1585 m de largo denominado Aeropuerto de Jan Mayen, y sus 124,1 km de costa carecen de puertos o muelles, teniendo únicamente ancladeros fuera de la costa. Además, se necesita un permiso especial para poder desembarcar en el territorio.
La isla no tiene habitantes nativos o aborígenes, siendo habitada actualmente principalmente por personal que opera una base de navegación de alto alcance (Loran-C), con un total de 14 empleados, y una estación de servicios climatológicos con 4 empleados. Los miembros del personal de ambas bases viven en el centro de alojamiento de la base de Loran-C llamado Olonkinbyen.
Aunque no tiene relación administrativa con Svalbard, es considerada como parte de un único territorio llamado «Svalbard y Jan Mayen» según la ISO 3166-1, principalmente para fines estadísticos. Así, ambos territorios comparten un dominio de internet propio (.sj), código de datos (JN) y prefijo de radio (JX), entre otros.

## Historia

### Descubrimiento

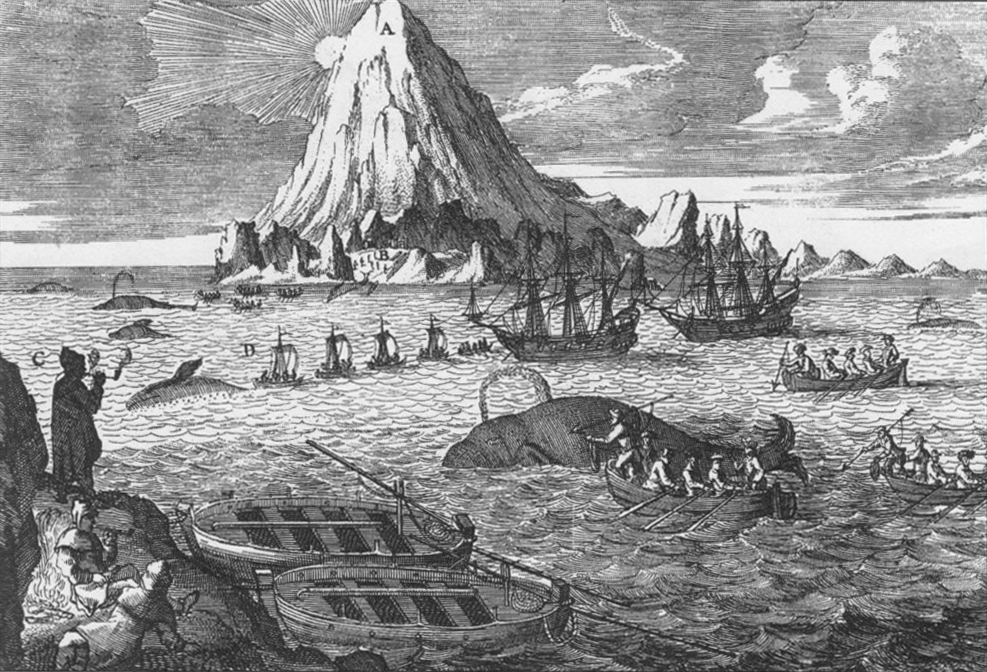
Grabado del mostrando escenas de la caza de ballenas boreales por los holandeses en las proximidades de la isla de Jan Mayen y del Beerenberg.

El descubrimiento de Jan Mayen aún es motivo de controversia. El monje irlandés Brendan de Clonfertrelató en el siglo VI que durante el transcurso de uno de sus viajes, se aproximó a una isla negra que escupía fuego y producía un ruido ensordecedor. Pensando haber llegado a las puertas del infierno, no desembarcó. Jan Mayen es una isla volcánica, y es posible que la descubriera durante alguna de sus erupciones, pero no existe prueba alguna de ello.
Igualmente es posible que los vikingos conocieran la existencia de Jan Mayen, ya que estuvieron presentes en Noruega, las islas Feroe, Islandia y Groenlandia.
Jan Mayen fue descubierta con certeza a principios del siglo XVII por balleneros neerlandeses e ingleses en busca de nuevas zonas de pesca. Numerosos navegantes reivindicaron entonces su descubrimiento, como el navegante inglés Henry Hudson, que se habría aproximado la isla sin desembarcar en 1607 y la habría bautizado como Hudson's Tutches o Touches, o en 1611 o un año después balleneros de Hull la llamaron Isla Trinidad; en 1612 Jean Vrolicq, un ballenero francés, la llamó Île de Richelieu. El primer descubrimiento incontestable se atribuye al explorador holandés Jan Jacobs May van Schellinkhout que visitó la isla en 1614. Su cartógrafo la bautizó Jan Mayen, después de cartografiar sus costas, constituyendo así la prueba más antigua del descubrimiento de Jan Mayen.

### Primeras ocupaciones
Jan Mayen no fue reivindicada por ninguna potencia, pero sirvió de campamento base estacional durante dos periodos distintos y de lugar de estudios científicos durante el primer año polar internacional en 1882-1883.
Así, durante la primera mitad del siglo XVII, balleneros establecieron en la isla varias fundiciones de aceite alimentadas a
partir de la grasa de ballena. Hasta mil balleneros vivían entonces en Jan Mayen durante el periodo estival, en el momento álgido de la
caza de ballenas. El aceite de ballena era muy codiciado en la época, por lo que se construyeron sistemas de defensa en la isla
con el fin de protegerla de los saqueos. Así lo atestiguan los dos cañones encontrados recientemente. En 1633, hubo un primer intento de pasar el invierno en la isla, pero fue suspendido; ninguno de los siete hombres que quedaron en la isla sobrevivió cuando los pescadores regresaron al año siguiente. La sobreexplotación de la ballena boreal hizo bajar su población en este sector del océano Atlántico, hizo que la isla fuese quedando poco a poco desierta entre 1640 y 1650, y durante los siguientes 230 años permaneció deshabitada.
El invierno de 1882-1883 fue declarado primer año polar internacional, un equipo científico austro-húngaro escogió Jan Mayen como lugar de estudio y se establecieron en Maria Muschbukta (Bahía Maria Musch), inaugurando la vocación científica que constituye su única actividad actual. Del 13 de julio de 1882 hasta el 6 de agosto de 1883, efectuaron numerosas investigaciones (equipos de pruebas y material destinado a futuras expediciones polares), mediciones de la salinidad y de la temperatura del mar, magnetismo, recolectas (plantas, animales y roca), y una cartografía de la isla, que fue utilizada hasta los años cincuenta, y pasaron el primer invierno sobre la isla con éxito.
A principios del siglo XX, los noruegos comenzaron a ir a la isla, y a pasar los inviernos, con el fin de practicar la caza. Las presas favoritas eran el zorro polar, muy apreciado por su piel y también el oso polar. La caza intensiva redujo de manera drástica las poblaciones del zorro polar, lo que redujo a su vez los beneficios generados por esta actividad. Los cazadores, desanimados por el aspecto estéril de Jan Mayen y por las duras condiciones de vida, abandonaron la isla a finales de los años veinte.

### Soberanía noruega

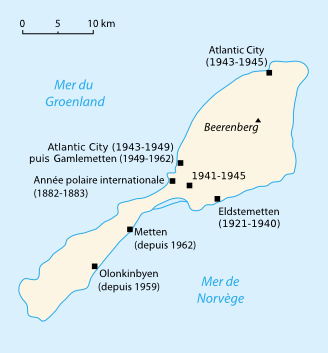
Mapa de localización de las estaciones meteorológicas y radio de Jan Mayen.

#### Toma de posesión
Las necesidades de una estación meteorológica ubicada en el paso de las perturbaciones atmosféricas provenientes de Groenlandia y el polo norte y dirigidas hacia Noruega se hicieron notar en 1914 cuando el profesor Kristian Birkeland de Oslo reclamó la construcción de esta estación en Jan Mayen. A pesar de la muerte de 125 cazadores de focas en dos tormentas producidas en 1917 y 1920, en verano de 1921 fue construida la estación meteorológica, situada en la costa sur de la isla y llamada actualmente Eldsmetten.
El año siguiente, el Instituto meteorológico noruego se anexionó la isla en favor de Noruega con el fin de reforzar su presencia y un decreto real del 8 de mayo de 1929 situó la isla bajo soberanía noruega. Finalmente, una ley del 27 de febrero de 1930 permitió al reino de Noruega comprar la isla a los diferentes propietarios y arreglar así el litigio sobre la propiedad de Jan Mayen.

#### Segunda Guerra Mundial
La soberanía noruega sobre Jan Mayen no ha tenido interrupciones posteriores a 1921, ni durante la Segunda Guerra Mundial. Los alemanes invadieron y ocuparon casi la totalidad de Noruega a partir del 9 de abril de 1940. La familia real se exilió y organizó una resistencia. El rey Haakon VII se preocupó de proteger los territorios exteriores de su reino que aún eran libres, como Jan Mayen, donde envió en 1941 un contingente militar compuesto de algunos soldados y un nuevo equipo científico con el fin de instalar una presencia noruega capaz de responder a las eventuales tentativas de invasión alemanas. El equipo científico fue evacuado tras incendiar la estación meteorológica de Eldstemetten en 1940 con el fin de que no cayese en manos alemanas, siendo reconstruida de nuevo en las proximidades de la guarnición militar, al pie del Beerenberg.
Esta nueva estación funcionó a lo largo de la guerra a pesar de los bombardeos aéreos alemanes. Durante estos ataques (que no causaron ningún daño), dos aviones alemanes se estrellaron en la isla. Uno fue un cuatrimotor Focke-Wulf Fw 200 con nueve miembros de tripulación a bordo, que cayó en el Beerenberg cerca del campamento noruego, en 1942. En 1950, dos geólogos británicos encontraron los restos del otro avión con los restos de los cuatro miembros de la tripulación. Estos, así como los del cuatrimotor fueron repatriados al cementerio militar de Narvik en 1959.
En 1943, los estadounidenses fueron autorizados para construir una estación de radionavegación en la isla, que instalaron en dos campamentos, en la costa norte y oeste, que bautizaron con el nombre de Atlantic City. Esta estación tenía como principal objetivo localizar las estaciones meteorológicas y de radio alemanas instaladas en Groenlandia.
Durante algún tiempo, los científicos dudaron de que pudiera haber alguna actividad en el volcán Beerenberg, pero en 1970 el volcán entró en erupción, y añadió otros 3 kilómetros cuadrados de masa terrestre a la isla durante las tres o cuatro semanas que duró. Hubo más erupciones entre 1973 y 1985. Durante una erupción, la temperatura del mar alrededor de la isla puede aumentar desde justo por encima del punto de congelación hasta unos 30 °C (86 °F).
Las estaciones y cabañas históricas de la isla son Hoyberg, Vera, Olsbu, Puppebu (cabaña), Gamlemetten o Gamlestasjonen (la antigua estación meteorológica), Jan Mayen Radio, Helenehytta, Margarethhytta y Ulla (una cabaña al pie del Beerenberg).

## Geografía

### Situación

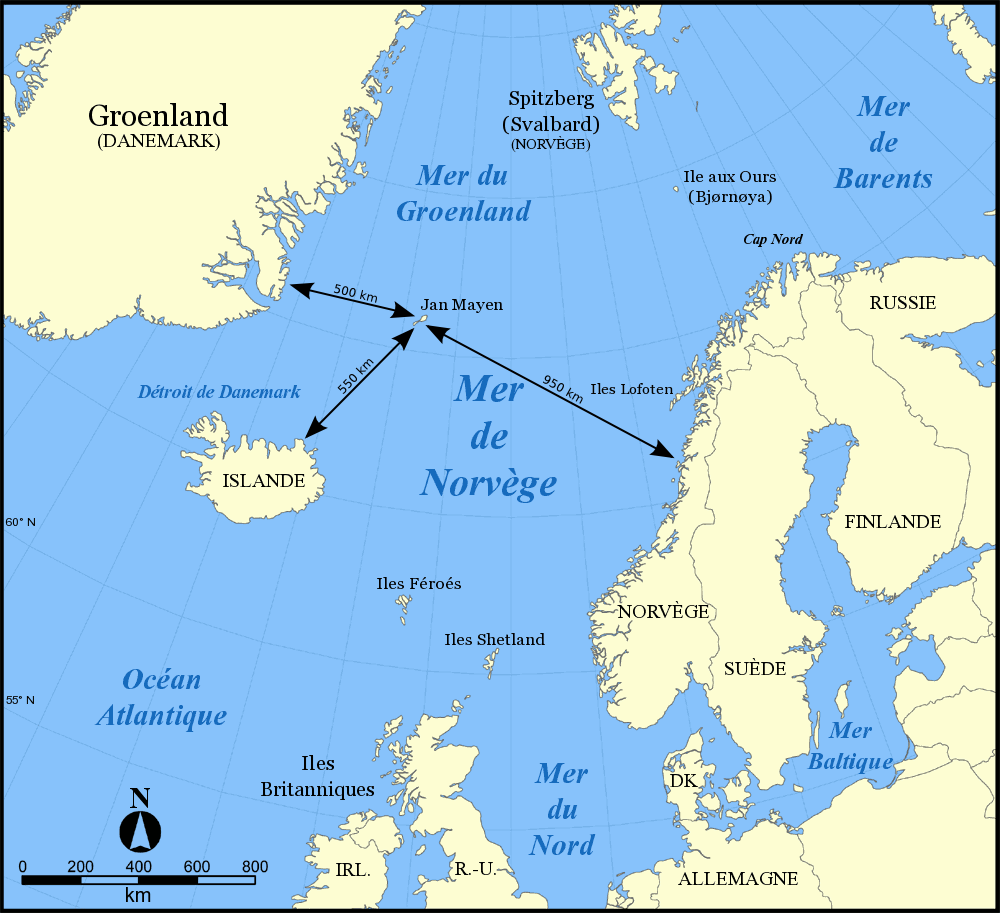
Situación de Jan Mayen en el océano Atlántico Norte.

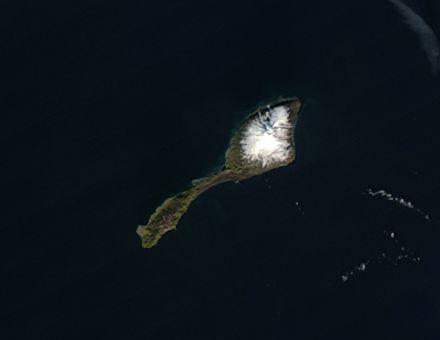
Foto satélite de Jan Mayen.

Jan Mayen es una isla europea aislada en el océano Atlántico norte, en el límite con el océano Ártico. Más concretamente, la isla delimita el mar de Groenlandia al noroeste del mar de Noruega al sureste.
Jan Mayen no forma parte de ningún archipiélago ni está acompañada de ninguna isla secundaria o islote. Por tanto, la tierra más próxima es la costa oriental de Groenlandia, a aproximadamente 500 kilómetros al oeste. Islandia se encuentra a 600 kilómetros al sudoeste, y Noruega a 950 kilómetros al sudeste y las Svalbard al nordeste.
Situada por encima del paralelo 66°33′39″ de latitud norte que constituye el círculo polar ártico, no está rodeada por ninguna tierra habitada y se encuentra lejos de todas las rutas marítimas importantes.

### Geografía física
Jan Mayen es una isla de forma alargada con una orientación noreste/suroeste y 377 km² de superficie. Tiene una longitud de 53,6 km y una anchura máxima de 15,8 km y está compuesta de dos conjuntos geográficos unidos por un istmo de 2,5 km de ancho. El punto más al norte de la isla es el Nordkapp («cabo Norte»), formado durante la erupción del Beerenberg en 1985, y el más al sur es el Sørkapp («cabo Sur»).
La parte de nordeste de Jan Mayen llamada Nord-Jan («Jan Norte»), de forma elíptica, está constituida por el punto culminante de la isla —el Haakon VII Toppen, volcán que se eleva hasta los 2277 metros de altitud— y por su base formada por diferentes bocas eruptivas y coladas de lava. La parte suroeste de la isla, llamada Sør-Jan («Jan Sur»), es un macizo montañoso alargado, de poca elevación, que culmina a 769 metros de altitud en el Rudolftoppen y formado por una imbricación de cráteres, conos y cúpulas volcánicas y de productos eruptivos (lava y tefra). Estos dos conjuntos geográficos contienen 2 bahías, una a cada lado del istmo: la Engelskbukta («bahía de los ingleses») abierta al noroeste en el mar de Groenlandia y la Rekvedbukta («bahía de los troncos flotantes») abierta al sureste en el mar de Noruega.
El litoral, de 124,1 km de longitud, está formado principalmente por acantilados y costas rocosas, y no posee ningún puerto o muelle. Solo el istmo está constituido en parte por depósitos marinos que han creado dos cordones litorales delimitando dos lagunas: Nordlaguna («laguna del norte») en el lado norte y Sørlaguna («laguna del sur»), la más grande, en el lado sur. Otras pequeñas bahías como Guinea-bukta («bahía de Guinea») o Kvalrossabukta («bahía de las morsas») se encuentran en las costas de Sør-Jan. Jan Mayen se encuentra en el límite de la banquisa de invierno que rodea Groenlandia. Sin embargo, estos hielos se hacen cada vez más raros con el calentamiento global del planeta.
Aunque Jan Mayen no tiene ningún curso de agua, el agua dulce está presente en la isla en forma de pequeños lagos, pero sobre todo por los campos de hielo que cubren la mayor parte de Beerenberg sobre 115 km², casi un tercio de la isla. Esta capa de hielo, cuyas partes más bajas se funden durante los meses más cálidos, forman lenguas glaciares, de las cuales cinco alcanzan el mar. Los campos de hielo y los glaciares están en recesión debido al calentamiento global del planeta.

### Geología

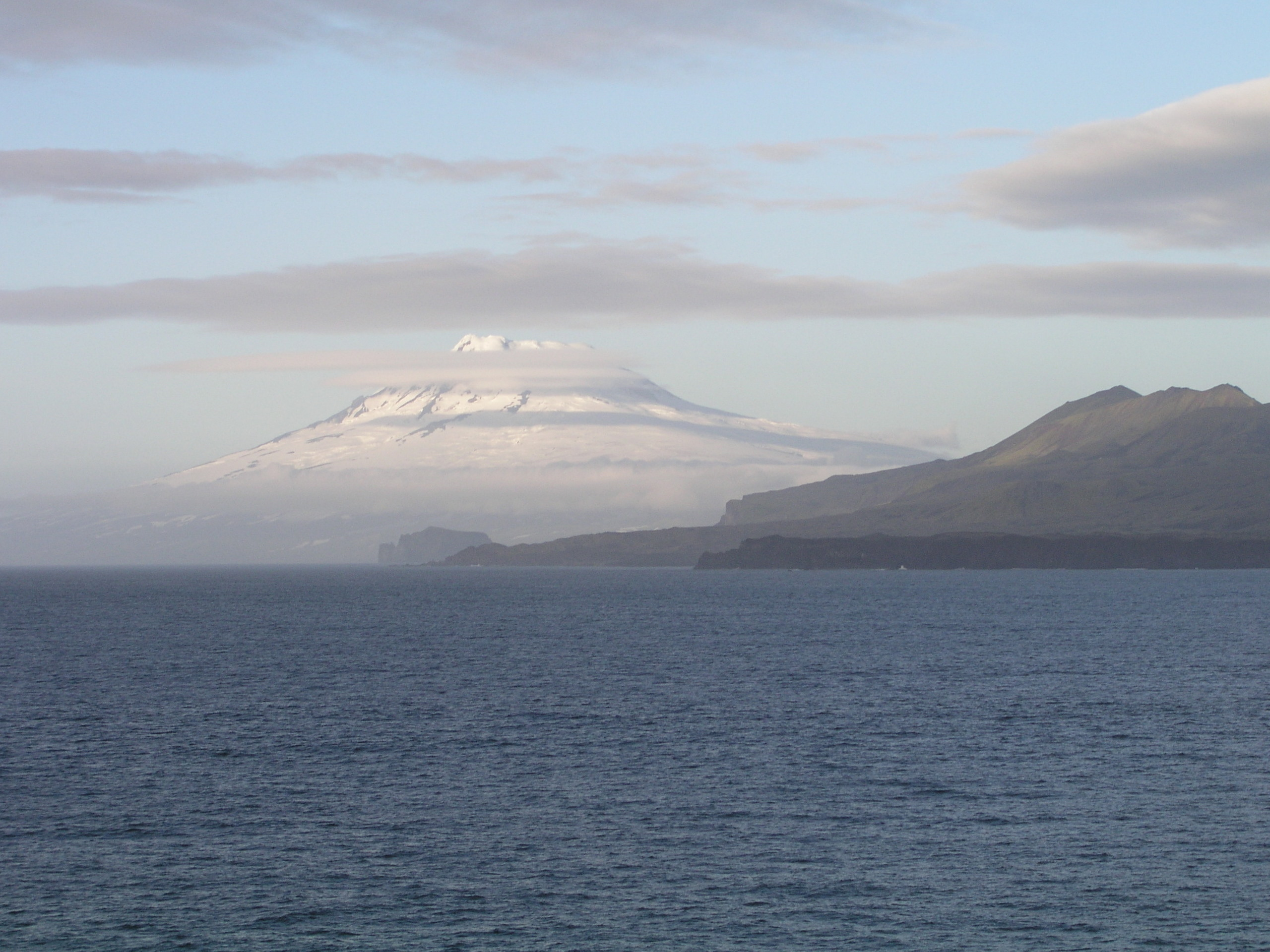
El Beerenberg visto desde el sur de la isla.

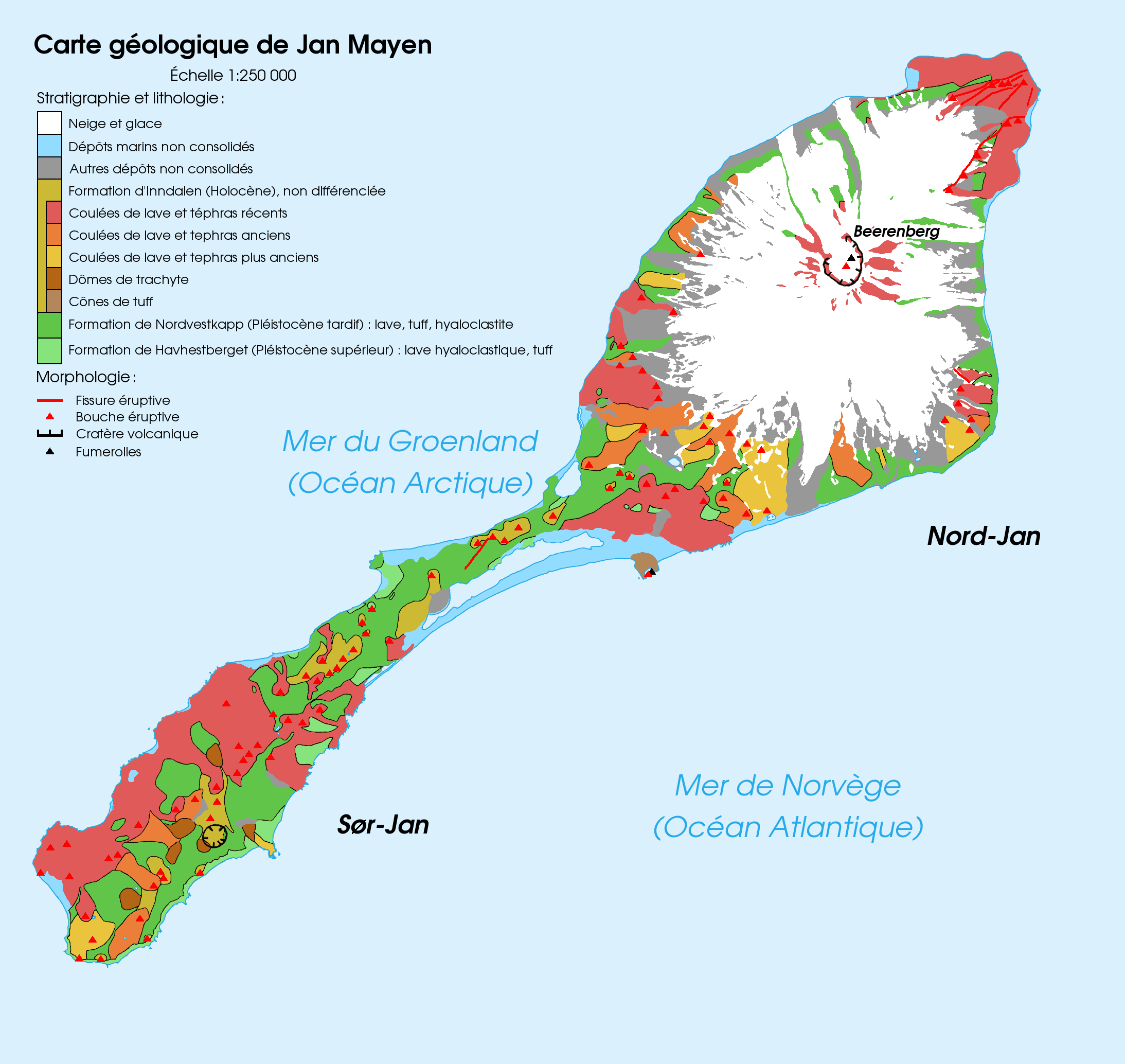
Mapa geológico de Jan Mayen.

Jan Mayen es una isla volcánica en actividad, situada en la placa Euroasiática, relativamente reciente, ya que tiene menos de 700 000 años de antigüedad, y formada por un punto caliente situado prácticamente en centro de la dorsal mesoatlántica. Una sección de esta dorsal, la dorsal Mohns, orientada noreste/sureste y que termina en las proximidades de la costa norte de la isla, es prolongada por la zona de fractura de Jan Mayen, una falla transformante orientada noroeste/sureste, que a su vez es prolongada 170 km al noroeste de Jan Mayen por la dorsal Kolbeinsey orientada noroeste/suroeste.
Un centenar de bocas eruptivas, seis cúpulas de traquitas y una docena de fisuras eruptivas se reparten por el conjunto de la isla, resultado de las erupciones habidas desde el fin del pleistoceno. Lavas basálticas alcalinas y traquitas componen la mayoría de las rocas presentes en la superficie de la isla. El resto de las rocas de la superficie lo componen materiales volcánicos erosionados por las corrientes marinas y formando playas y cordones litorales en el fondo de algunas bahías de la isla o inmovilizadas por los glaciares.
El Beerenberg, un estratovolcán que culmina a 2277 metros y cubierto por 115 km² de hielos, forma el Nord-Jan, la parte norte de la isla. Es el principal volcán de Jan Mayen y el más al norte de la Tierra. En su flanco noreste, en 1970 y 1985, las erupciones volcánicas provocaron el agrandamiento de la isla cuando las coladas de lava alcanzaron el mar.
El Sør-Jan, la parte sur de la isla, contiene el mayor número de bocas eruptivas representadas por un conjunto de cráteres, conos de escoria, cúpulas de traquitas y restos de erupciones compuestos por lava y tefra.

### Clima

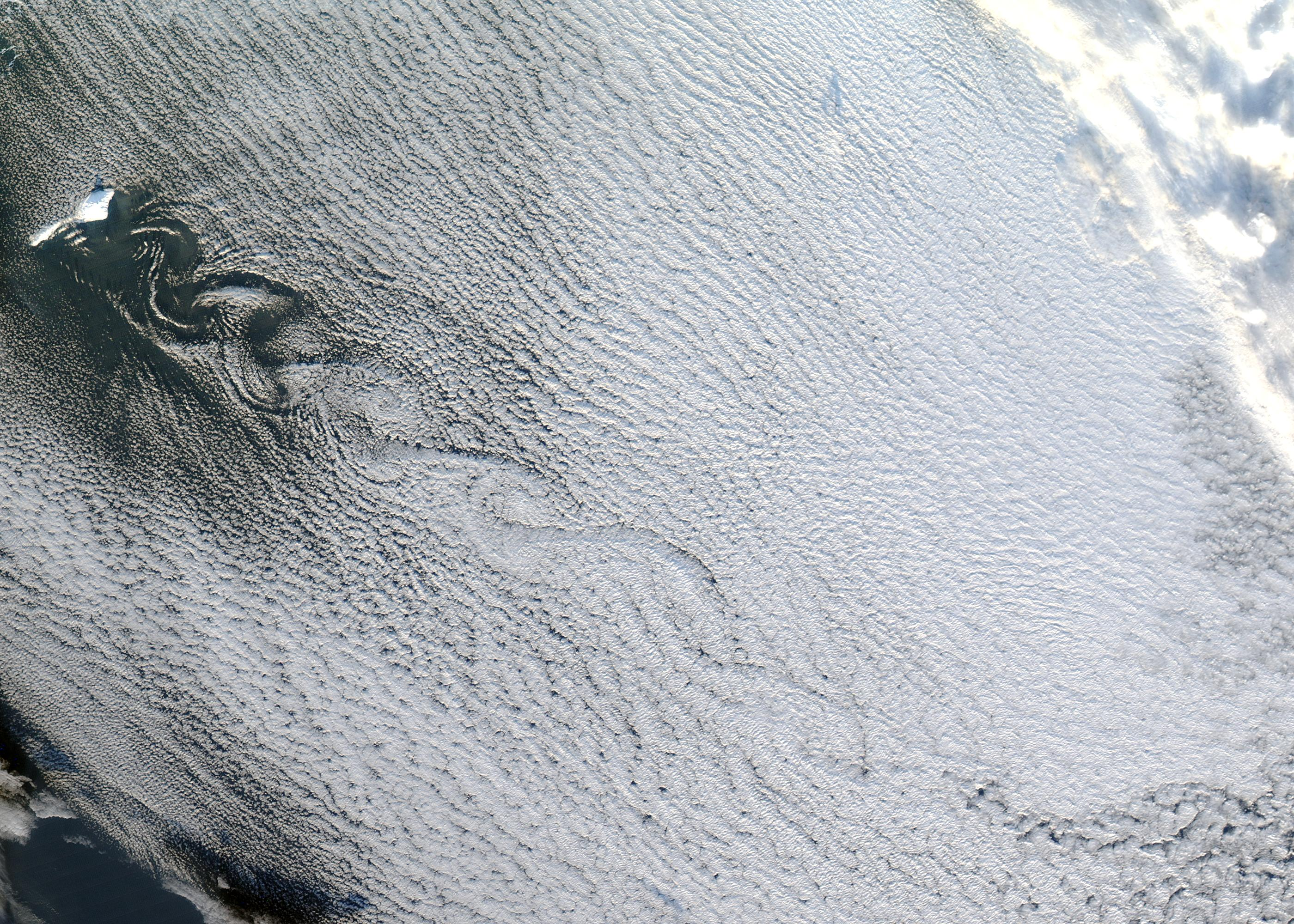
Vista satélite de la isla de Jan Mayen y de una calle de vórtices de von Kárman materializada por nubes modeladas por los torbellinos que se dirigen hacia el sudeste.

Jan Mayen está situada en unas latitudes elevadas y en contacto con dos corrientes marinas y de las masas de aire asociadas: una proveniente del norte, la corriente fría de Groenlandia oriental, que seca el aire y lo carga de icebergs en marzo, choca con la corriente del Atlántico Norte, proveniente del sur, mucho más húmeda. Esta situación hace que la isla tenga un clima polar suavizado por las influencias marítimas que ocasionan frecuentes tormentas y nieblas persistentes.
La insolación también se ve afectada por la posición septentrional de isla, situada por encima del círculo polar ártico con la aparición de la noche polar (con oscuridad completa) de mediados de noviembre a finales de enero y del sol de medianoche (con disco solar completo) de mediados de mayo a finales de julio.
Las medias mensuales de temperaturas (curva roja del diagrama climático) varían desde los +4,9 °C en agosto hasta los -6,1 °C en febrero y marzo, con una media anual de -1,4 °C. Las temperaturas extremas registradas en la isla son de -28,4 °C (en febrero de 1965) y de +18,1 °C (en junio de 1953). Las precipitaciones (curva azul de diagrama climático) son relativamente escasas, con una media anual de 613 mm. Las precipitaciones mensuales varían entre los 36 mm de junio y los 83 mm de octubre. Estas precipitaciones, unido a las bajas temperaturas, son propicias para la formación y mantenimiento de los Campos de hielo presentes en el Beerenberg.
Aislada en medio del océano, la isla Jan Mayen no está protegida del viento catabático que llega directamente de las zonas árticas situadas al norte de Groenlandia, situada al oeste. Con frecuencia, la temperatura se resiente debido a un fenómeno de sensación térmica, disminuyendo la temperatura en 20 °C con un viento de 102,6 km/h. Este viento del norte puede ser el origen de una nube orográfica que forma nubes lenticulares y sobre todo puede provocar una calle de vórtices de von Kárman al toparse con el Beerenberg. Las celdas arremolinadas formadas por este fenómeno pueden alcanzar hasta 25 km de diámetro y persistir sobre cientos de kilómetros, haciendo entonces peligrosa la aproximación a Jan Mayen para los aviones que vienen del sur.
| Parámetros climáticos promedio de Jan Mayen                                                             | Parámetros climáticos promedio de Jan Mayen | Parámetros climáticos promedio de Jan Mayen | Parámetros climáticos promedio de Jan Mayen | Parámetros climáticos promedio de Jan Mayen | Parámetros climáticos promedio de Jan Mayen | Parámetros climáticos promedio de Jan Mayen | Parámetros climáticos promedio de Jan Mayen | Parámetros climáticos promedio de Jan Mayen | Parámetros climáticos promedio de Jan Mayen | Parámetros climáticos promedio de Jan Mayen | Parámetros climáticos promedio de Jan Mayen | Parámetros climáticos promedio de Jan Mayen | Parámetros climáticos promedio de Jan Mayen |
| Mes | Ene.                                        | Feb.                                        | Mar.                                        | Abr.                                        | May.                                        | Jun.                                        | Jul.                                        | Ago.                                        | Sep.                                        | Oct.                                        | Nov.                                        | Dic.                                        | Anual                                       |
| --- | ------------------------------------------- | ------------------------------------------- | ------------------------------------------- | ------------------------------------------- | ------------------------------------------- | ------------------------------------------- | ------------------------------------------- | ------------------------------------------- | ------------------------------------------- | ------------------------------------------- | ------------------------------------------- | ------------------------------------------- | ------------------------------------------- |
| Temp. máx. abs. (°C)                                                                                    | 6.6                                         | 6.8                                         | 4.8                                         | 7.0                                         | 9.4                                         | 18.1                                        | 16.2                                        | 15.7                                        | 13.4                                        | 11.6                                        | 10.0                                        | 6.8                                         | 18.1                                        |
| Temp. máx. media (°C)                                                                                   | -1.4                                        | -2.2                                        | -1.8                                        | -0.7                                        | 1.9                                         | 4.8                                         | 7.3                                         | 7.7                                         | 5.9                                         | 3.7                                         | 1.7                                         | -0.2                                        | 2.2                                         |
| Temp. mín. media (°C)                                                                                   | -6.3                                        | -7.8                                        | -7.4                                        | -5.8                                        | -2.3                                        | 0.6                                         | 3.5                                         | 3.9                                         | 2.1                                         | -1.3                                        | -3.5                                        | -5.4                                        | -2.5                                        |
| Temp. mín. abs. (°C)                                                                                    | -26.6                                       | -27.9                                       | -24.8                                       | -21.4                                       | -11.6                                       | -4.7                                        | -1.6                                        | -2.3                                        | -5.0                                        | -13.4                                       | -15.2                                       | -22.5                                       | -27.9                                       |
| Precipitación total (mm)                                                                                | 66                                          | 47                                          | 48                                          | 44                                          | 25                                          | 27                                          | 36                                          | 54                                          | 74                                          | 75                                          | 67                                          | 65                                          | 628                                         |
| Días de precipitaciones (≥ 1 mm)                                                                        | 13                                          | 11                                          | 12                                          | 9                                           | 8                                           | 8                                           | 8                                           | 11                                          | 13                                          | 15                                          | 13                                          | 13                                          | 134                                         |
| Horas de sol                                                                                            | 0                                           | 28                                          | 62                                          | 120                                         | 155                                         | 150                                         | 124                                         | 93                                          | 60                                          | 31                                          | 0                                           | 0                                           | 823                                         |
| Humedad relativa (%)                                                                                    | 83                                          | 83                                          | 84                                          | 83                                          | 85                                          | 87                                          | 89                                          | 87                                          | 83                                          | 83                                          | 81                                          | 82                                          | 84.2                                        |
| Fuente n.º 1: Worldwide Bioclimatic Classification System                                               |                                             |                                             |                                             |                                             |                                             |                                             |                                             |                                             |                                             |                                             |                                             |                                             |                                             |
| Fuente n.º 2: The Weather Network (humedad y días con precipitación), World Climate data (horas de sol) |                                             |                                             |                                             |                                             |                                             |                                             |                                             |                                             |                                             |                                             |                                             |                                             |                                             |

### Fauna

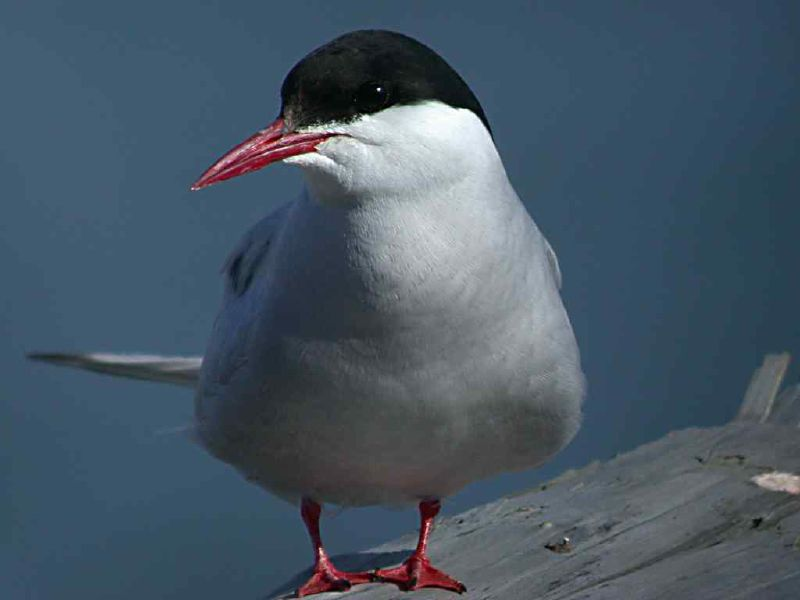
Charran ártico en Svalbard, julio de 2004.

Jan Mayen no alberga ningún mamífero terrestre desde 1990. Los zorros polares fueron exterminados por los tramperos noruegos a principios del siglo XX y los osos polares no se aventuran tan al sur debido a la disminución de los hielos polares.
Las aguas costeras de Jan Mayen son ricas en peces y atraen a numerosos cetáceos (ballena boreal, ballena jorobada, ballena de Minke, rorcual común, ballena azul, rorcual boreal, Hyperoodon ártico, orca, delfín de hocico blanco) y morsas, así como numerosas aves marinas que, con cerca de 500 000 parejas reproductoras, son los animales más abundantes en la isla. En total, hay 120 especies de aves censadas.
Las aves más comunes son el eider común, el charran ártico, el arao aliblanco, el mérgulo atlántico, el frailecillo común, el fulmar boreal, la gaviota tridáctila y el arao de Brünnich, estas tres últimas especies son las principales que nidifican en la isla.

### Flora

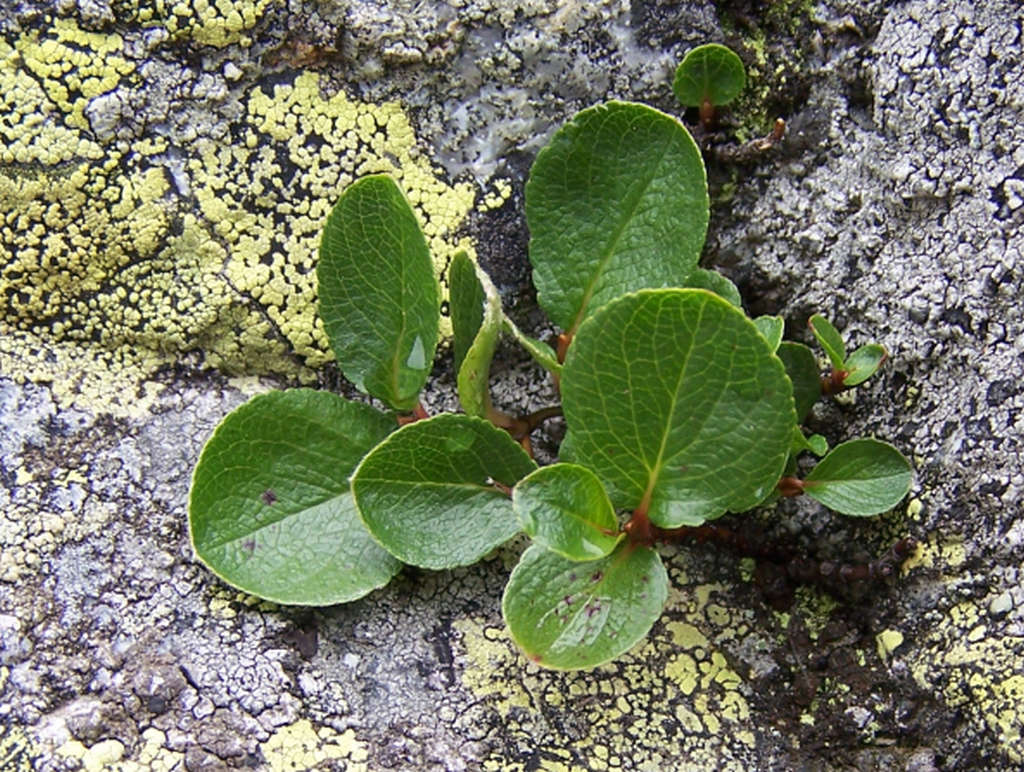
Sauce enano los Tatras (Polonia).

Debido a su clima polar, la única formación vegetal de Jan Mayen es la tundra, formada principalmente de hierbas y musgos. Consta de 74 especies vegetales (4 de helechos, 53 dicotiledóneas y 17 monocotiledóneas) y 3 especies de Taraxacum endémicas (Taraxacum brachyrhynchum, Taraxacum recedens y Taraxacum torvum) y 9 especies de hongos.
Entre las especies vegetales presentes en Jan Mayen, podemos encontrar una subespecie boreal de cola de caballo, carex, luzulas, poas, cerastium, potentillas, Ranunculus (que comprenden de Ranunculus glacialis), rumex, Saxifragas, Silenes, taraxacum, verónicas, etc.
Jan Mayen no posee bosques pero existe una especie de árbol en la isla. Se trata de una especie de sauce enano, con una altura comprendida entre 1 y 6 centímetros y que tiene hojas que miden de 1 a 2 centímetros de largo.

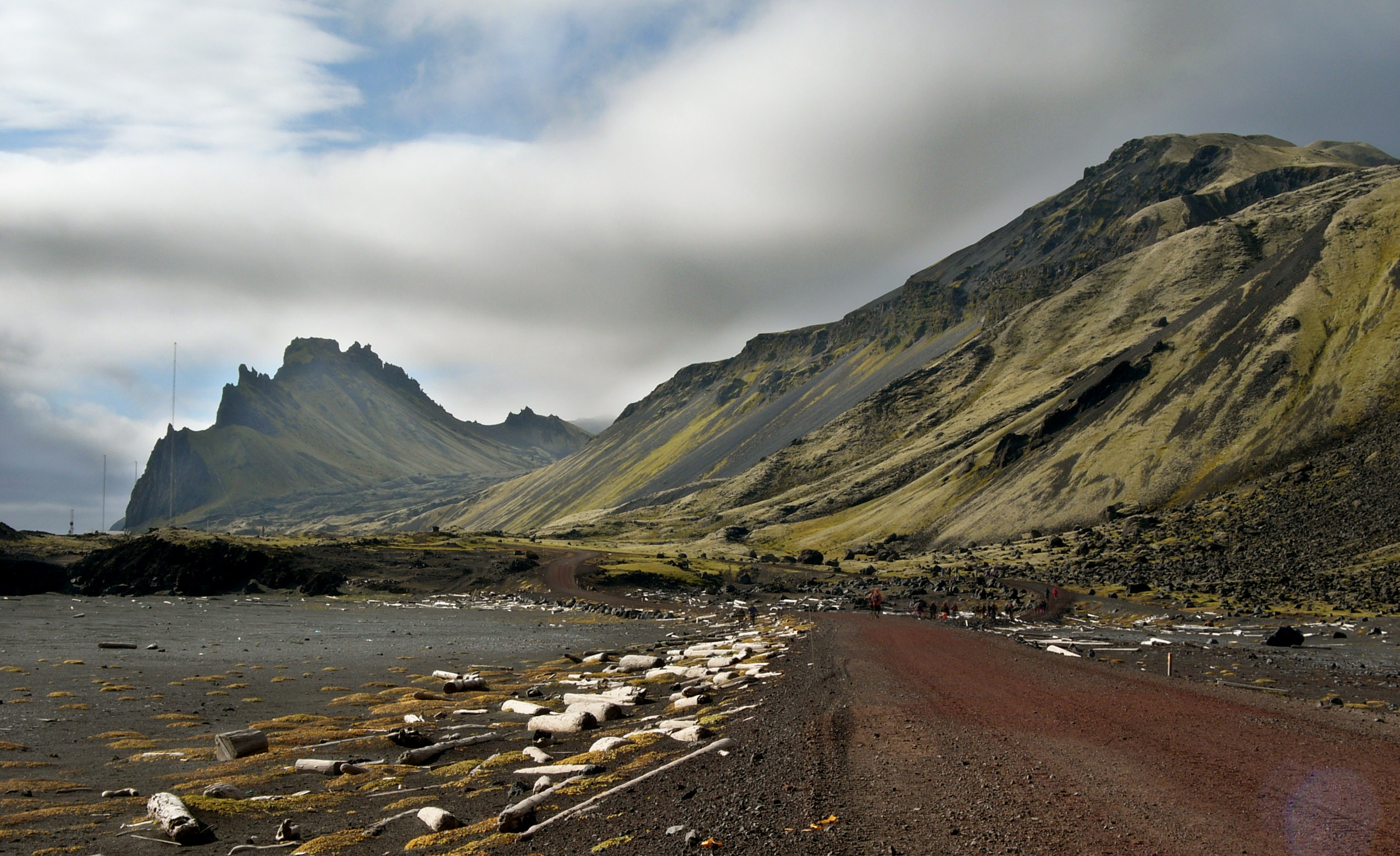
La isla es una reserva desde 2010.

### Reserva natural
Una legislación de 2010 convirtió a la isla en una reserva natural bajo jurisdicción noruega. El objetivo de esta norma es asegurar la preservación de una isla ártica prístina y de la vida marina cercana, incluido el fondo del océano. Los desembarcos en Jan Mayen pueden hacerse en barco. Sin embargo, esto se permite solo en una pequeña parte de la isla, llamada Båtvika (Bahía de Barcos). Como no hay ninguna aerolínea comercial operando en la isla, no se puede llegar en avión, excepto por medio de un chárter. 
La admisión para el aterrizaje de un avión chárter tiene que ser obtenida con antelación. La admisión para permanecer en la isla debe obtenerse previamente, y generalmente se limita a unos pocos días (o incluso horas). Está prohibido montar una tienda de campaña o levantar un campamento. Hay una regulación separada para la estancia de los extranjeros.

### Recursos Naturales
La isla de Jan Mayen cuenta con un recurso natural explotable, la grava, que se extrae de un yacimiento situado en Trongskaret. Aparte de esto, la actividad económica se limita a la prestación de servicios a los empleados de las estaciones de radiocomunicaciones y meteorológicas de Noruega situadas en la isla. Jan Mayen tiene una pista de aterrizaje sin asfaltar, Jan Mayensfield, de unos 1585 m (5200 pies) de longitud. Los 124,1 km (77,1 millas) de costa no tienen puertos ni muelles, solo fondeaderos en alta mar.
Existen importantes recursos pesqueros, y la existencia de Jan Mayen establece una gran zona económica exclusiva (ZEE) a su alrededor. Noruega ha reivindicado una ZEE de 200 millas náuticas (370 kilómetros) alrededor de la isla desde 1980, que abarca más de un cuarto de millón de kilómetros cuadrados. La Guardia Costera noruega es responsable de llevar a cabo la vigilancia y el control de la pesca y otras actividades marítimas en estas aguas.
Noruega ha encontrado grandes yacimientos de minerales a lo largo de la dorsal mesoatlántica entre Jan Mayen y el sur de Svalbard/Isla del Oso, entre los que se encuentran cobre, zinc, cobalto, oro y plata. Las expediciones también han descubierto altas concentraciones de litio y escandio. En total, se estima que la cantidad de cobre podría ascender a 21,7 millones de toneladas, pero otras estimaciones rondan los 7 millones de toneladas. Actualmente se está estudiando la concesión de licencias para la minería en aguas profundas.
En 1988 se resolvió una disputa entre Noruega y Dinamarca sobre la zona de exclusión pesquera entre Jan Mayen y Groenlandia, concediendo a Dinamarca la mayor parte del área de soberanía. Los geólogos sospechan que bajo los fondos marinos que rodean Jan Mayen se encuentran importantes yacimientos de petróleo y gas natural.

## Demografía
Los residentes de la isla son de nacionalidad noruega y hablan el idioma de este país. Los únicos habitantes de la isla son personal de las Fuerzas Armadas y del Instituto Meteorológico, un total de 18 personas. De estas, 14 personas están empleadas por las Fuerzas Armadas, mientras que las cuatro restantes están empleadas por el Instituto Meteorológico de Noruega. El número de habitantes aumenta durante los meses de verano cuando se realiza el mantenimiento de las instalaciones de la isla. La duración del servicio es normalmente de seis meses y los cambios de personal tienen lugar en abril y octubre. La estación meteorológica se encuentra aproximadamente a tres kilómetros de Olonkinbyen, donde vive todo el personal.

## En la cultura popular
Jan Mayen aparece como un easter egg en varios videojuegos de estrategia publicados por Paradox Interactive, como Europa Universalis IV, Hearts of Iron IV o Victoria II. En ambas ocasiones la bandera del país, completamente ficticia, es un oso polar sobre un fondo azul, 
En Europa Universalis IV escribir "bearhaslanded" en la consola de comandos hará aparecer a Jan Mayen como país en una provincia aleatoria, o en una específica si el jugador añade al comando la ID de la provincia.
En Victoria II en cambio Jan Mayen es representado como una nación liberable de cultura noruega, parte de Suecia al comienzo del juego. El jugador que elija jugar como Jan Mayen tiene acceso a una decisión para cambiar la cultura del país a oso polar.
En HOI4 se puede jugar con Jan Mayen tras haber desbloqueado a Wojtek como rey de Polonia y haber conquistado Noruega. Una vez hecho esto, se puede liberar la isla, que estará dirigida por un oso polar.